# Saison 2012-2013 du Paris Saint-Germain
Maillots
Chronologie
Saison précédente Saison suivante
La saison 2012-2013 du Paris Saint-Germain est la 39e saison consécutive du club de la capitale en première division. Cette saison est marquée par le retour du club parisien en Ligue des champions, et de l'obtention du titre de champion de France, le troisième de l'histoire du club de la capitale après 1986 et 1994.

## Avant-saison

### Transferts

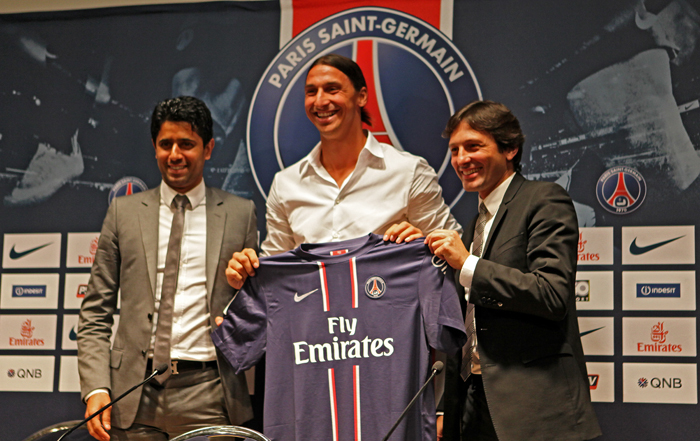
Zlatan Ibrahimović aux côtés de Nasser Al-Khelaïfi, président parisien, et de Leonardo, directeur sportif, lors de la présentation du joueur en conférence de presse.

Le gardien Ronan Le Crom, arrivé lors de la trêve hivernale de la saison 2011-2012, prolonge d'un an son contrat. Alors qu'il lui reste une année, le latéral droit Marcos Ceará résilie son contrat. Le jeune Adrien Rabiot, issu du centre de formation, signe son premier contrat professionnel avec le PSG à l'âge de 17 ans. Le défenseur serbe Milan Biševac quitte le Paris Saint-Germain pour l'Olympique lyonnais.
En juillet, le club recrute l'Argentin Ezequiel Lavezzi, le Brésilien Thiago Silva, considéré comme l'un des meilleurs défenseurs au monde, le Suédois Ibrahimović, le jeune milieu de terrain défensif italien Marco Verratti ou encore le  défenseur international néerlandais, Gregory van der Wiel, en tant que doublure de Christophe Jallet.
Le club annonce l'arrivée du jeune joueur brésilien Lucas en janvier 2013, en effet celui-ci rejoindra le club à la fin de la saison avec son club du São Paulo.
Diego Lugano, Adrien Rabiot, Mohamed Sissoko et Mathieu Bodmer seront prêtés durant le mercato hivernal respectivement au Málaga CF, au Toulouse FC, à l'AC Fiorentina, et à l'AS Saint-Étienne.
Jean-Christophe Bahebeck, Neeskens Kebano, Loïck Landre et Jean-Eudes Maurice partent pour des clubs français durant le mercato estival.
| Nom                      | Nationalité | Transfert                             | Provenance/Destination | Division    |
| ------------------------ | ----------- | ------------------------------------- | ---------------------- | ----------- |
| Arrivées                 |             |                                       |                        |             |
| Ezequiel Lavezzi         | Argentine   | Transfert (26,8 + 4 millions d'euros) | SSC Naples             | Serie A     |
| Thiago Silva             | Brésil      | Transfert (40 millions d'euros)       | AC Milan               | Serie A     |
| Zlatan Ibrahimović       | Suède       | Transfert (20 millions d'euros)       | AC Milan               | Serie A     |
| Marco Verratti           | Italie      | Transfert (11 + 3 millions d'euros)   | Delfino Pescara        | Serie A     |
| Gregory van der Wiel     | Pays-Bas    | Transfert (6 millions d'euros)        | Ajax Amsterdam         | Eredivisie  |
| Adrien Rabiot            | France      | Premier contrat professionnel         | Paris Saint-Germain B  | CFA         |
| Jean-Eudes Maurice       | Haïti       | Fin de prêt                           | RC Lens                | Ligue 2     |
| Granddi Ngoyi            | France      | Fin de prêt                           | FC Nantes              | Ligue 2     |
| Loïck Landre             | France      | Fin de prêt                           | Clermont Foot          | Ligue 2     |
| Départs                  |             |                                       |                        |             |
| Marcos Ceará             | Brésil      | Résiliation de contrat                | Cruzeiro EC            | Brasileirão |
| Granddi Ngoyi            | France      | Fin de contrat                        | ESTAC Troyes           | Ligue 1     |
| Loris Arnaud             | France      | Fin de contrat                        | Chernomorets Bourgas   | D1 bulgare  |
| Milan Biševac            | Serbie      | Transfert (2,75 millions d'euros)     | Olympique lyonnais     | Ligue 1     |
| Jean-Christophe Bahebeck | France      | Prêt                                  | ESTAC Troyes           | Ligue 1     |
| Neeskens Kebano          | France      | Prêt                                  | SM Caen                | Ligue 2     |
| Loïck Landre             | France      | Prêt                                  | Gazélec Ajaccio        | Ligue 2     |
| Jean-Eudes Maurice       | Haïti       | Prêt                                  | Le Mans FC             | Ligue 2     |

### Préparation d'avant-saison
Le PSG dispute cinq matchs amicaux face au SV Stegersbach (le mercredi 11 juillet au Stade Hartberg en Autriche), au CSKA Moscou (le samedi 14 juillet au Stade Hartberg en Autriche), à Chelsea (le 22 juillet au Yankee Stadium de New York), à la Juventus, championne d'Italie (le 28 juillet au stade Olympique de Montréal), finalement remplacée par l’équipe américaine D.C. United, puis face au FC Barcelone (le 4 août 2012 au Parc des Princes).
Face à DC United, club américain de MLS. Paris dispute la seconde et dernière rencontre de la tournée outre-Atlantique effectuée par le club de la capitale. Malgré la fatigue due à sa reprise tardive, Ibra trouve le chemin des filets d'une frappe enroulée du pied gauche après moins de 2 minutes de jeu, sur une passe de Jérémy Ménez en profondeur. Le match est interrompu par un orage violent survenu sur Washington.
Le 4 août 2012, le PSG accueille le FC Barcelone au Parc des Princes à l'occasion de la première édition du tout nouveau Trophée de Paris. Alors que Paris est mené 0-2 à une demi-heure de l'échéance, le jeune défenseur catalan Martín Montoya commet une faute sur Ezequiel Lavezzi et concède un pénalty. Ibrahimović, désigné tireur, trompe le gardien adverse José Manuel Pinto, qui était pourtant parti du bon côté, d'une frappe en force. Le résultat se porte ensuite à (2-2), Zoumana Camara ayant égalisé à la 82e minute. La séance finale de tirs au but offre cependant la victoire et le trophée aux Barcelonais (4-1 aux tirs au but).

## Compétitions

### Championnat
La Ligue 1 2012-2013 est la soixante-quatorzième édition du championnat de France de football et la onzième sous l'appellation « Ligue 1 ». La division oppose vingt clubs en une série de trente-huit rencontres. Les meilleurs de ce championnat se qualifient pour les coupes d'Europe que sont la Ligue des Champions (le podium) et la Ligue Europa (le quatrième et les vainqueurs des coupes nationales). Le Paris Saint-Germain participe à cette compétition pour la quarantième fois de son histoire et la trente-neuvième depuis la saison 1974-1975.
Les relégués de la saison précédente, le SM Caen, le Dijon FCO et l'AJ Auxerre, sont remplacés par le SC Bastia, champion de Ligue 2 en 2011-2012 après cinq ans d'absence, le Stade de Reims, 33 ans après sa dernière participation au plus haut niveau national, et l'ESTAC Troyes.

#### Journées 1 à 5
Pour leur premier match officiel, les parisiens se retrouvent face au FC Lorient, contre qui ils avaient aussi commencé le championnat l'année passée, match qui fut une défaite parisienne. Le match commence très mal avec un but de Maxwell contre-son-camp, dès la 4e minute, sur un centre de Kévin Monnet-Paquet. Les lorientais doublent la mise juste avant la pause Jérémie Aliadière, passant toute la défense parisienne et trompant Nicolas Douchez. En seconde période, Nenê, alors qu'il débutait le match sur le banc, adresse une longue passe aérienne à Zlatan Ibrahimović, qui marque son premier but officiel sous les couleurs parisiennes. À quelques minutes de la fin, Grégory Bourillon commet une faute sur Matuidi dans la surface. Déjà averti, il est expulsé du terrain. Ibrahimović marque sur pénalty et permet au club d'égaliser.
Pour la deuxième journée, les parisiens se déplacent en Corse au stade François-Coty pour affronter l'AC Ajaccio. En première période, Nenê adresse une passe vers Ménez, mais le tir finit sur Guillermo Ochoa. En seconde période, Lavezzi est expulsé à la suite d'un tacle dangereux sur Benjamin André. Dans le temps additionnel, une panne d'électricité se déclenche dans le stade. Après un quart d'heure de temps additionnel, le match se termine sur un score nul.

#### Journées 11 à 15
.

#### Journées 16 à 19
S'étant qualifié pour la phase finale de Ligue des champions plus tôt, les parisiens accueillent Évian Thonon Gaillard. Sur un centre de Jallet après un une-deux avec Pastore, Zlatan Ibrahimović ouvre le score à la 28e minute. Ménez trouve sur un ballon aérien Ibra, qui remet en retrait sur Ezequiel Lavezzi lui permettant de marquer son premier but avec Paris, qui est aussi le 3000e du PSG en championnat de France (31e). En seconde période, alors que les Savoyards se montrent plus dangereux, Pastore trouve dans la surface Thiago Motta, revenant de blessure, qui marque le troisième but de la partie (84e). L'Italien cède sa place pour Kevin Gameiro qui porte le score final à quatre à zéro, grâce à une passe de Ménez (86e).
Les parisiens se déplacent au Stade du Hainaut pour affronter le Valenciennes FC, jusqu'alors invaincus à domicile. Dès la 28e minute, Zlatan dévie une frappe de Lavezzi du plat du pied dans les cages de Nicolas Penneteau, permettant au PSG de mener avant la pause. En seconde période, Javier Pastore tente une frappe que le gardien repousse sur Ibrahimović qui marque son deuxième but (49e). Seulement cinq minutes après, Ménez offre la balle du triplé au Suédois, qui marque ainsi son premier triplé de la saison. Lavezzi prend de vitesse la défense valenciennoise et inscrit le quatrième but de la partie. Grâce à cette victoire, le PSG revient à 3 points de l'OL juste avant de les affronter.
Extrait du classement de Ligue 1 2012-2013 à la trêve hivernale
| Rang | Équipe                 | Pts | J  | G  | N | P | Bp | Bc | Diff |
| ---- | ---------------------- | --- | -- | -- | - | - | -- | -- | ---- |
| 1    | Paris SG               | 38  | 19 | 11 | 5 | 3 | 36 | 12 | +24  |
| 2    | Olympique lyonnais     | 38  | 19 | 11 | 5 | 3 | 33 | 17 | +16  |
| 3    | Olympique de Marseille | 38  | 19 | 12 | 2 | 5 | 24 | 20 | +4   |
| 4    | Stade rennais          | 32  | 19 | 10 | 2 | 7 | 29 | 24 | +5   |
| 5    | FC Lorient             | 31  | 19 | 8  | 7 | 4 | 32 | 29 | +3   |

#### Trêve hivernale
Durant la trêve hivernale, Peguy Luyindula, après avoir prolongé d'un an de contrat alors qu'il était en procès avec ses employeurs, résilie son contrat avec le club. Guillaume Hoarau et Nenê quittent respectivement le club pour le Dalian Aerbin FC (Chine) et l'Al-Gharafa SC (Qatar),.
Diego Lugano, Adrien Rabiot, Mohamed Sissoko et Mathieu Bodmer seront prêtés durant le mercato hivernal respectivement au Málaga CF, au Toulouse FC, à l'AC Fiorentina, et à l'AS Saint-Étienne.
En fin de mercato hivernal, l'Anglais David Beckham s'engage pour une durée de 5 mois. Il reversera son salaire à une association pour enfants.
| Nom              | Nationalité | Transfert                       | Provenance/Destination | Division            |
| ---------------- | ----------- | ------------------------------- | ---------------------- | ------------------- |
| Arrivées         |             |                                 |                        |                     |
| Lucas            | Brésil      | Transfert (40 millions d'euros) | São Paulo FC           | Brasileirão         |
| David Beckham    | Angleterre  | Fin de contrat                  | Los Angeles Galaxy     | Major League Soccer |
| Départs          |             |                                 |                        |                     |
| Peguy Luyindula  | France      | Résiliation de contrat          | New York Red Bulls     | Major League Soccer |
| Guillaume Hoarau | France      | Transfert gratuit               | Dalian Aerbin          | Super League        |
| Nenê             | Brésil      | Transfert gratuit               | Al-Gharafa SC          | Qatar Stars League  |
| Diego Lugano     | Uruguay     | Prêt                            | Málaga CF              | Liga                |
| Adrien Rabiot    | France      | Prêt                            | Toulouse FC            | Ligue 1             |
| Mohamed Sissoko  | Mali        | Prêt                            | ACF Fiorentina         | Serie A             |
| Mathieu Bodmer   | France      | Prêt                            | AS Saint-Étienne       | Ligue 1             |

#### Journées 25 à 30
Revenant d'Espagne avec une victoire en Ligue des Champions, les Parisiens se rendent Stade Auguste-Bonal pour affronter le FC Sochaux-Montbéliard. Le score se débloque après une demi-heure de jeu avec un but d'Alex de la tête sur un corner botté par Pastore. Lancé par Ryad Boudebouz, Sébastien Roudet croise une frappe finissant dans les filets de Sirigu (36e). En seconde période, Roudet sert Giovanni Sio, le franco-ivoirien fraîchement arrivé à Sochaux marque le deuxième but pour les Francs-Comtois (54e). Mamadou Sakho égalise à la  76e minute à la suite d'un cafouillage dans la surface de Sochaux mais Cédric Bakambu marque un troisième but pour ses pairs synonyme de défaite pour Paris (82e). Le score final est de trois buts à deux.
Paris accueille son rival, l'Olympique de Marseille, pour un classico marqué par la très médiatisée présentation de David Beckham. Après seulement onze minutes, le marseillais Nicolas Nkoulou dévie une frappe de Lucas dans son but. Dans le temps additionnel de la seconde période, Beckham, entré un peu plus tôt, sert Ménez qui centre en force devant la cage de Mandanda, Zlatan repousse la balle du genou et porte le score final à deux-zéro.
Le Paris SG se rend au Stade Auguste-Delaune pour affronter le Stade de Reims. Sur une contre-attaque, Lavezzi se retrouve seul face à Kossi Agassa, mais manque le cadre. En seconde période, Ibra marque mais est injustement signalé hors-jeu. Alors que Christopher Glombard est expulsé quelques minutes plus tôt, le Polonais Grzegorz Krychowiak ouvre le score. Le score reste de 1-0 pour les Rémois.
Le Paris SG accueille l'AS Nancy-Lorraine au Parc des Princes avec pour but de se détacher un peu plus du deuxième: Lyon. Le match commence mal pour les parisiens, puisqu'à la 36e, Benjamin Moukandjo inscrit le premier but en reprenant de la tête son tir une première fois stoppé par Sirigu. Paris réagit en deuxième mi-temps par l'intermédiaire d'Ibrahimović servi par Ménez à la 59e. Ibra double la marque à la 62e. Bénéficiant d'une erreur du portier lorrain Damien Grégorini, Zlatan n'a plus qu'à pousser le ballon dans le but vide pour inscrire son 24e but de la saison en championnat. Le score est donc de 2-1 pour les hommes d'Ancelotti.

#### Classement final et statistiques
Le Paris Saint-Germain termine le championnat à la première place avec 25 victoires, 8 matchs nuls et 5 défaites. Le club parisien est le seul à avoir connu autant de succès et le seul à avoir subi si peu de revers lors du championnat. Une victoire rapportant trois points et un match nul un point, le PSG totalise 83 points soit douze de plus que son dauphin, l'Olympique de Marseille (OM). Les Parisiens possèdent la meilleure attaque du championnat avec 69 buts marqués, ainsi que la meilleure défense en encaissant que 23 buts, et la meilleure différence de buts. Le Paris SG est la meilleure formation aussi bien à domicile (43 points) qu'à l'extérieur (40 points). Sur les 38 journées du championnat, le PSG apparaît 22 fois à la place de leader. Les rouges et bleus figurent également à la dix-huitième place du classement du fair-play établi par la Ligue de football professionnel, avec 70 cartons jaunes et 7 cartons rouges.
Le Paris Saint-Germain est qualifié pour la phase de groupes de la Ligue des Champions 2013-2014 ainsi que l'OM, deuxième. L'Olympique lyonnais, troisième, participe aux barrages de la compétition pour tenter d'accéder à la phase de groupes. Les Girondins de Bordeaux, vainqueurs de la Coupe de France, se qualifient pour la phase de groupes de la Ligue Europa 2013-2014. L'OGC Nice, quatrième, et l'AS Saint-Étienne, vainqueur de la Coupe de la Ligue, obtiennent leur qualification pour les barrages de cette Ligue Europa. Les trois clubs relégués en Ligue 2 2013-2014 sont le Stade brestois après trois ans au plus haut niveau, l'AS Nancy-Lorraine qui était présent en première division depuis huit saisons et l'ES Troyes AC qui redescend après une seule saison en première division.
Extrait du classement de Ligue 1 2012-2013
| Rang | Équipe                 | Pts | J  | G  | N  | P  | Bp | Bc | Diff |
| --- | ---------------------- | --- | -- | -- | -- | -- | -- | -- | ---- |
| 1 | Paris Saint-Germain    | 83  | 38 | 25 | 8  | 5  | 69 | 23 | +46  |
| 2 | Olympique de Marseille | 71  | 38 | 21 | 8  | 9  | 42 | 36 | +6   |
| 3 | Olympique lyonnais     | 67  | 38 | 19 | 10 | 9  | 61 | 38 | +23  |
| 4 | OGC Nice               | 64  | 38 | 18 | 10 | 10 | 57 | 46 | +11  |
| 5 | AS Saint-Étienne       | 63  | 38 | 16 | 15 | 7  | 60 | 32 | +28  |
| 6 | Lille OSC              | 62  | 38 | 16 | 14 | 8  | 59 | 40 | +19  |
| 7 | Girondins de Bordeaux  | 55  | 38 | 13 | 16 | 9  | 40 | 34 | +6   |
| - Phase de groupes de la Ligue des Champions 2013-2014 - Barrages de la Ligue des Champions 2013-2014 - Phase de groupes de la Ligue Europa 2013-2014 - Barrages de la Ligue Europa 2013-2014 - Troisième tour préliminaire de la Ligue Europa 2013-2014 |                        |     |    |    |    |    |    |    |      |

### Coupe de France

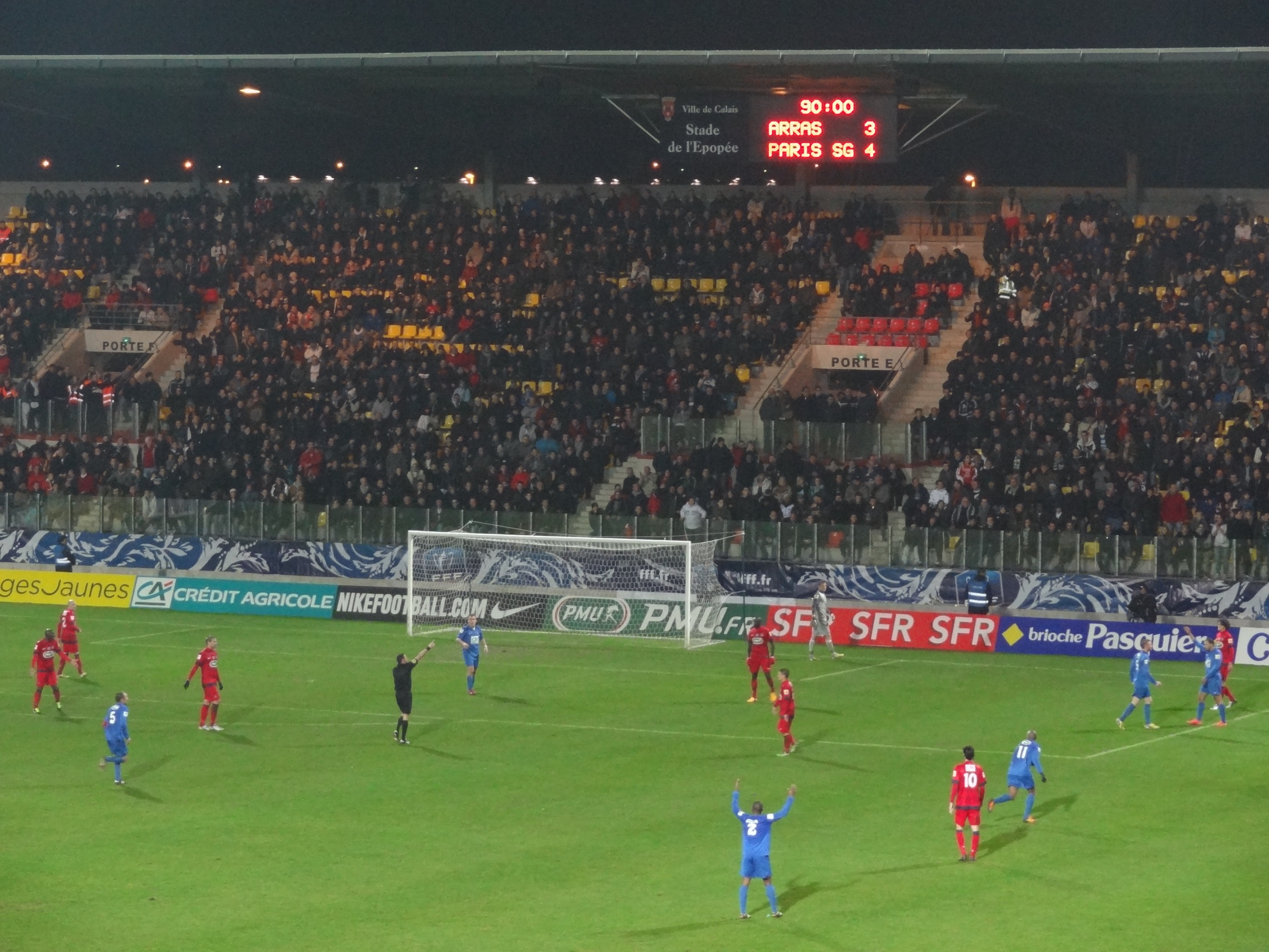
Arras - Paris SG, le 6 janvier 2013

La coupe de France 2012-2013 est la 96e édition de la coupe de France, une compétition à élimination directe mettant aux prises tous les clubs de football amateurs et professionnels à travers la France métropolitaine et les DOM-TOM. Elle est organisée par la FFF et ses ligues régionales.
Paris entame la compétition au stade de l'Épopée contre l'équipe amateure d'Arras. Celle-ci devient la première à marquer trois buts au PSG lors de cette saison. Les Parisiens s'imposent ensuite à domicile contre Toulouse, puis Marseille, avant de tomber à Évian aux tirs au but.

### Coupe de la Ligue
La Coupe de la Ligue 2012-2013 est la 19e édition de la Coupe de la Ligue, compétition à élimination directe organisée par la Ligue de football professionnel (LFP) depuis 1994, qui rassemble uniquement les clubs professionnels de Ligue 1, Ligue 2 et National. Depuis 2009, la LFP a instauré un nouveau format de coupe plus avantageux pour les équipes qualifiées pour une coupe d'Europe.
Étant qualifié pour la Ligue des champions, le Paris Saint-Germain joue à partir des huitièmes de finale de la Coupe de la Ligue. Les parisiens affrontent alors l'Olympique de Marseille. En première mi-temps, Guillaume Hoarau est déséquilibré dans la surface par le marseillais Rod Fanni qui est exclu du match, Thiago Silva transforme le penalty (29e). En seconde période, Jérémy Ménez, servi par Pastore, creuse l'écart (50e). Le score final est de 2-0 et les parisiens se qualifient pour les quarts de finale.
Le PSG se rend au Stade Geoffroy-Guichard pour affronter l'AS Saint-Étienne. Les Stéphanois résistent bien et amène les Parisiens aux tirs au but. Les Verts réussissent tous leurs penaltys, alors que Stéphane Ruffier arrête celui tiré par Thiago Silva. Le Paris SG est alors éliminé de la compétition.

### Ligue des champions
La Ligue des champions 2012-2013 est la cinquante-huitième édition de la Ligue des champions, la plus prestigieuse des compétitions européennes inter-clubs. Elle est divisée en deux phases, une phase de groupes, qui consiste en huit mini-championnats de quatre équipes par groupe, les deux premiers poursuivant la compétition et le troisième étant repêché en seizièmes de finale de la Ligue Europa. Puis une phase finale, décomposée en huitièmes de finale, quarts de finale, demi-finales et une finale qui se joue sur terrain neutre. En cas d'égalité, lors de la phase finale, la règle des buts marqués à l'extérieur s'applique puis le match retour est augmenté d'une prolongation et d'une séance de tirs au but s'il le faut. Les équipes sont qualifiées en fonction de leurs bons résultats en championnat lors de la saison précédente et le tenant du titre est le Chelsea FC, formation anglaises vainqueur des Bavarois du Bayern Munich lors de la séance de tirs au but (4-3).

#### Parcours en Ligue des champions
Placé dans le deuxième chapeau, le PSG hérite d'un groupe composé du FC Porto, champion du Portugal en 2011-2012, du Dynamo Kiev, vice-champion du championnat ukrainien lors de l'exercice précédent, et du Dinamo Zagreb,  vainqueur du dernier championnat croate.
L'équipe parisienne débute le 18 septembre sa phase de groupes à domicile en recevant le Dynamo Kiev, placé dans le chapeau 3 lors du tirage au sort. Dès la 19e minute, Ménez est fauché dans la surface par l'Ukrainien Taras Mykhalyk, l'arbitre siffle un penalty, transformé par Ibrahimović. À la demi-heure de jeu, après un corner dégagé par la défense de Kiev, la balle revient sur Thiago Silva qui marque son premier but avec le PSG. Trois minutes après, sur un corner tiré par Chantôme, Alex marque de volée le troisième but parisien avant la pause. En fin de seconde période, le portugais Miguel Veloso réduit l'écart. Dans le temps additionnel, Nenê sert Javier Pastore qui marque le quatrième but pour Paris. Le score final est de quatre buts à un. Deux semaines plus tard, le PSG se rend à l'Estádio do Dragão pour affronter le FC Porto. À la 83e minute, João Moutinho trouve James Rodríguez aux deuxième poteau, le Colombien trouve le petit filet opposé de Sirigu, score final 1-0. Le Paris SG obtient sa première défaite de sa campagne européenne. Lors de la troisième journée, les parisiens se rendent au Stade Maksimir pour affronter le Dinamo Zagreb. Dès la demi-heure de jeu, Ménez, côté gauche, sert Ibrahimović, qui ouvre le score. Dix minutes après, Pastore sert Jérémy Ménez, le Français tire, la balle passe entre les jambes du gardien croate Ivan Kelava. Le sore final est de 2-0.
Quatrième match, le Paris SG reçoit à nouveau Zagreb. Les Parisiens marquent quatre buts, tous grâce à une passe décisive de Zlatan Ibrahimović, Alex, Blaise Matuidi, Jérémy Ménez et Guillaume Hoarau sont les buteurs. À l'occasion de cette victoire 4-0, le milieu de terrain Adrien Rabiot devient, à l'âge de 17 ans et 7 mois, le plus jeune joueur du PSG à commencer un match de Ligue des Champions. Pour son cinquième match, le PSG se rend Stade olympique de Kiev pour affronter le Dynamo Kiev. Avant la pause, Ibra trouve l'Argentin Ezequiel Lavezzi qui trompe le gardien Maksym Koval d'un ballon piqué. En seconde période, après une erreur de la défense ukrainienne, Matuidi récupère le ballon et le glisse à Lavezzi pour le doublé, score final de deux à zéro. Alors deuxième de son groupe, le Paris Saint-Germain assure sa qualification pour la phase finale de la compétition. Lors de la dernière journée, le Paris SG accueille le FC Porto, leader du groupe. Après 29 minutes de jeu, Maxwell sur coup franc trouve Thiago Silva qui ouvre le score de la tête. Les portugais réagissent puisque Danilo trouve le Colombien Jackson Martínez qui égalise de la tête (33e). À l'heure de jeu, Ménez sert Lavezzi qui frappe en force sur le gardien Helton qui voit la balle lui passer entre les mains. Le score final est de 2-1, permettant au PSG de se retrouver à la première place de son groupe.
| Rang | Équipe        | Pts | J | G | N | P | Bp | Bc | Diff |  | Résultats (▼ dom., ► ext.) | Drapeau de la France | Drapeau du Portugal | Drapeau de l'Ukraine | Drapeau de la Croatie |
| ---- | ------------- | --- | - | - | - | - | -- | -- | ---- |  | -------------------------- | -------------------- | ------------------- | -------------------- | --------------------- |
| 1    | Paris SG      | 15  | 6 | 5 | 0 | 1 | 14 | 3  | +11  |  | Paris SG                   |                      | 2-1                 | 4-1                  | 4-0                   |
| 2    | FC Porto      | 13  | 6 | 4 | 1 | 1 | 10 | 4  | +6   |  | FC Porto                   | 1-0                  |                     | 3-2                  | 3-0                   |
| 3    | Dynamo Kiev   | 5   | 6 | 1 | 2 | 3 | 6  | 10 | -4   |  | Dynamo Kiev                | 0-2                  | 0-0                 |                      | 2-0                   |
| 4    | Dinamo Zagreb | 1   | 6 | 0 | 1 | 5 | 1  | 14 | -13  |  | Dinamo Zagreb              | 0-2                  | 0-2                 | 1-1                  |                       |

Tête de série lors du tirage des huitièmes de finale, le Paris SG hérite d'une double confrontation contre le Valence CF, troisième lors championnat d'Espagne 2011-2012. Le match aller à l'Estadio de Mestalla débute bien avec une frappe de Lucas repoussée par le poteau. Après seulement 10 minutes de jeu, Lavezzi sert Pastore, qui sert de nouveau El Pocho, qui ouvre le score. Le Brésilien Lucas se fraye un chemin sur le côté droit puis trouve Pastore qui tire directement dans le but valencien (43e). Clément Chantôme marque un troisième but, mais l'arbitre siffle un hors-jeu inexistant. En toute fin de match, le Français Adil Rami réduit l'écart, servi sur un coup franc tiré par Tino Costa. Dans le temps additionnel, Ibrahimović prend un carton rouge. Lors du match retour, Valence ouvre le score en seconde mi-temps par l'intermédiaire de Jonas (55e). Fraîchement rentré, Kevin Gameiro récupère le ballon dans la moitié de terrain espagnole mais bute sur la défense espagnole, Ezequiel Lavezzi récupère le ballon sur le contre favorable, l'Argentin voit sa première frappe buter sur le gardien. Le ballon revient sur l'Argentin et égalise du pied droit, il marque ainsi son cinquième but en Ligue des champions. Ce match nul 1-1 permet au PSG de jouer les quarts de finale de la compétition, palier dernièrement atteint en 1995. 
Pour les quarts de finale, le PSG tombe sur le FC Barcelone, vice-champion du championnat espagnol lors de l'exercice précédent. Initialement suspendu deux matchs pour son expulsion à Valence, Ibrahimović n'a finalement pris qu'un match après l'appel du club devant la commission de discipline de l'UEFA.

#### Coefficient UEFA
De par ses résultats dans cette Ligue des champions, le PSG acquiert des points pour son coefficient UEFA, utilisé lors des tirages au sort des compétitions de l'UEFA.
| Rang 2013 | Rang 2012 | Évolution | Club                     | 2008-2009 | 2009-2010 | 2010-2011 | 2011-2012 | 2012-2013 | Coefficient |
| --------- | --------- | --------- | ------------------------ | --------- | --------- | --------- | --------- | --------- | ----------- |
| 1         | 1         | =         | FC Barcelone             | 28,6624   | 30,5856   | 36,6428   | 34,1714   | 27,542    | 157,605     |
| 2         | 4         | +2        | Bayern Munich            | 22,5374   | 30,6166   | 24,1332   | 33,0500   | 34,528    | 144,865     |
| 3         | 5         | +2        | Real Madrid              | 14,6624   | 22,5856   | 33,6428   | 36,1714   | 29,542    | 136,605     |
|           |           |           |                          |           |           |           |           |           |             |
| 17        | 11        | -6        | Liverpool FC             | 23,000    | 24,585    | 15,671    | 3,050     | 12,228    | 78,535      |
| 18        | 18        | =         | CSKA Moscou              | 18,950    | 21,233    | 16,183    | 17,950    | 3,450     | 77,766      |
| 19        | 48        | +29       | Paris SG                 | 18,200    | 3,000     | 14,150    | 9,100     | 27,350    | 71,800      |
| 20        | 43        | +23       | Juventus FC              | 16,275    | 18,085    | 8,314     | 2,271     | 25,883    | 70,829      |
| 21        | 20        | -1        | Zénith Saint-Pétersbourg | 14,950    | 2,733     | 18,183    | 19,950    | 14,950    | 70,766      |

### Matchs officiels de la saison
Le tableau ci-dessous retrace dans l'ordre chronologique les 54 rencontres officielles jouées par le Paris Saint-Germain durant la saison. Le club parisien a participé aux 38 journées du championnat ainsi qu'à quatre tours de Coupe de France, deux rencontres en Coupe de la Ligue et dix matchs sur le plan européen, via la Ligue des Champions. Les buteurs sont accompagnés d'une indication entre parenthèses sur la minute de jeu où est marqué le but et, pour certaines réalisations, sur sa nature (penalty ou contre son camp).
Le bilan général de la saison est de 35 victoires, 13 matchs nuls et 6 défaites.

## Joueurs et encadrement technique

### Statistiques collectives
| Compétition         | Débute au tour   | Termine       | Matches joués | Gagnés | Nuls | Perdus | Buts pour | Buts contre | Différence |
| ------------------- | ---------------- | ------------- | ------------- | ------ | ---- | ------ | --------- | ----------- | ---------- |
| Ligue 1             | -                | 1er           | 38            | 25     | 8    | 5      | 69        | 23          | +46        |
| Coupe de France     | 1/32 de finale   | 1/4 de finale | 4             | 3      | 1    | 0      | 10        | 5           | +5         |
| Coupe de la Ligue   | 1/8 de finale    | 1/4 de finale | 2             | 1      | 1    | 0      | 2         | 0           | +2         |
| Ligue des champions | Phase de groupes | 1/4 de finale | 10            | 6      | 3    | 1      | 20        | 8           | +12        |
| Total               | -                | -             | 54            | 35     | 13   | 6      | 101       | 36          | +65        |

### Statistiques individuelles
| Passeur            | Total |
| ------------------ | ----- |
| Zlatan Ibrahimović | 14    |
| Javier Pastore     | 12    |
| Jérémy Ménez       | 11    |
| Maxwell            | 5     |
| Nenê               | 5     |
| Lucas              | 4     |
| Ezequiel Lavezzi   | 4     |
| Christophe Jallet  | 4     |
| Marco Verratti     | 4     |
| 2 joueurs          | 2     |
| 2 joueurs          | 1     |

| Buteur             | Total |
| ------------------ | ----- |
| Zlatan Ibrahimović | 35    |
| Ezequiel Lavezzi   | 11    |
| Javier Pastore     | 9     |
| Kevin Gameiro      | 9     |
| Jérémy Ménez       | 8     |
| Blaise Matuidi     | 8     |
| Alex               | 4     |
| Thiago Silva       | 4     |
| 4 joueurs          | 2     |
| 5 joueurs          | 1     |

### Joueurs prêtés
| Nat. | Nom                      | Club en prêt     | Compétition | Championnat | Championnat | Championnat | Championnat  | Coupe nationale | Coupe nationale | Coupe nationale | Coupe nationale | Total | Total | Total  | Total        |
| Nat. | Nom                      | Club en prêt     | Compétition | MJ          | B           | Averti      | Carton rouge | MJ              | B               | Averti          | Carton rouge    | MJ    | B     | Averti | Carton rouge |
| ---- | ------------------------ | ---------------- | ----------- | ----------- | ----------- | ----------- | ------------ | --------------- | --------------- | --------------- | --------------- | ----- | ----- | ------ | ------------ |
|      | Mohamed Sissoko          | ACF Fiorentina   | Serie A     | 5           | 0           | 1           | 0            | 0               | 0               | 0               | 0               | 5     | 0     | 1      | 0            |
|      | Mathieu Bodmer           | AS Saint-Étienne | Ligue 1     | 14          | 2           | 1           | 0            | 2               | 0               | 1               | 0               | 16    | 2     | 2      | 0            |
|      | Diego Lugano             | Málaga CF        | Liga        | 11          | 0           | 2           | 0            | 0               | 0               | 0               | 0               | 11    | 0     | 2      | 0            |
|      | Jean-Eudes Maurice       | Le Mans FC       | Ligue 2     | 8           | 0           | 0           | 0            | 1               | 0               | 0               | 0               | 9     | 0     | 0      | 0            |
|      | Jean-Christophe Bahebeck | ESTAC Troyes     | Ligue 1     | 27          | 3           | 2           | 1            | 6               | 3               | 0               | 0               | 33    | 6     | 2      | 1            |
|      | Adrien Rabiot            | Toulouse FC      | Ligue 1     | 13          | 1           | 1           | 0            | 0               | 0               | 0               | 0               | 13    | 1     | 1      | 0            |
|      | Neeskens Kebano          | SM Caen          | Ligue 2     | 12          | 1           | 0           | 0            | 4               | 1               | 0               | 0               | 16    | 2     | 0      | 0            |
|      | Loïck Landre             | GFC Ajaccio      | Ligue 2     | 24          | 3           | 6           | 0            | 0               | 0               | 0               | 0               | 24    | 3     | 6      | 0            |
|      | Kalifa Traoré            | CS Sedan         | Ligue 2     | 16          | 0           | 1           | 0            | 5               | 0               | 1               | 0               | 21    | 0     | 2      | 0            |

### Récompenses et distinctions
Au cours de la saison 2012-2013, l'Union nationale des footballeurs professionnels (UNFP) récompense chaque mois le meilleur joueur du championnat de France. Après une sélection de trois joueurs choisis par les médias sportifs, le public élit le joueur du mois avec des votes par SMS ou par Internet. Trois parisiens ont été élus joueur du mois pendant cette saison : Zlatan Ibrahimović en septembre, Salvatore Sirigu en janvier et Thiago Silva en mars.
Le 19 mai 2013, l'UNFP organise la remise des trophées UNFP du football, trophées nominatifs des meilleurs acteurs du football français pour la saison. Six joueurs parisiens sont nommés dans quatre catégories différentes. Zlatan Ibrahimović, Thiago Silva et Blaise Matuidi font partie des nommés pour le prix du meilleur joueur de Ligue 1, Salvatore Sirigu pour le prix du meilleur gardien, Marco Verratti pour le prix du meilleur espoir et Carlo Ancelotti pour le prix du meilleur entraîneur. Ibrahimović remporte le trophée de meilleur joueur, Sirigu celui de meilleur gardien, Ancelotti finit ex æquo avec Christophe Galtier tandis que Florian Thauvin, le milieu offensif du SC Bastia, est finalement le meilleur espoir. Sept parisiens sont présents dans l'équipe-type de Ligue 1, ce sont Sirigu, Jallet, Thiago Silva, Maxwell, Verratti, Matuidi et Ibrahimović.
En outre, Ibrahimović termine meilleur buteur du championnat avec 30 buts.

### Joueurs en sélection nationale

#### Équipe de France
Parmi 15 joueurs français, 5 parisiens sont sélectionnés en équipe de France cette saison : Mamadou Sakho, Blaise Matuidi, Jérémy Ménez, Christophe Jallet et Clément Chantôme.
L'équipe de France a pour nouveau sélectionneur Didier Deschamps afin d'emmener l'équipe à la coupe du monde de 2014.
| Joueurs           | Position  |    |    |    |       |    |    |    |    |    |
| Mamadou Sakho     | Défenseur | 90 | 90 | 90 | 90    | 90 | 90 | 90 | 90 |    |
| Christophe Jallet | Défenseur | 62 |    | 90 | 46    |    |    |    | 90 | 90 |
| Blaise Matuidi    | Milieu    |    | 75 | 75 | 46    | 90 | 90 | 46 | 67 | 90 |
| Clément Chantôme  | Milieu    |    |    |    | 46 75 |    |    |    |    |    |
| Jérémy Ménez      | Attaquant |    | 64 | 1  | 68    | 68 | 26 | 3  | 13 | 21 |

#### Sélections étrangères
| Nom                | Éliminatoires CAN | Éliminatoires CAN | Éliminatoires CAN | Éliminatoires CAN | CAN | CAN         | CAN    | CAN          | Éliminatoires Coupe du monde | Éliminatoires Coupe du monde | Éliminatoires Coupe du monde | Éliminatoires Coupe du monde | Matchs amicaux | Matchs amicaux | Matchs amicaux | Matchs amicaux | Total | Total       | Total  | Total        |
| Nom                | MJ                | But inscrit       | Averti            | Carton rouge      | MJ  | But inscrit | Averti | Carton rouge | MJ                           | But inscrit                  | Averti                       | Carton rouge                 | MJ             | But inscrit    | Averti         | Carton rouge   | MJ    | But inscrit | Averti | Carton rouge |
| ------------------ | ----------------- | ----------------- | ----------------- | ----------------- | --- | ----------- | ------ | ------------ | ---------------------------- | ---------------------------- | ---------------------------- | ---------------------------- | -------------- | -------------- | -------------- | -------------- | ----- | ----------- | ------ | ------------ |
| Zlatan Ibrahimović |                   |                   |                   |                   |     |             |        |              | 3                            | 2                            | 1                            | 0                            | 3              | 4              | 1              | 0              | 6     | 6           | 2      | 0            |
| Ezequiel Lavezzi   |                   |                   |                   |                   |     |             |        |              | 2                            | 0                            | 0                            | 0                            | 1              | 0              | 0              | 0              | 3     | 0           | 0      | 0            |
| Lucas              |                   |                   |                   |                   |     |             |        |              |                              |                              |                              |                              | 1              | 0              | 0              | 0              | 1     | 0           | 0      | 0            |
| Diego Lugano       |                   |                   |                   |                   |     |             |        |              | 3                            | 0                            | 2                            | 0                            | 2              | 0              | 1              | 0              | 5     | 0           | 3      | 0            |
| Thiago Silva       |                   |                   |                   |                   |     |             |        |              |                              |                              |                              |                              | 4              | 0              | 1              | 0              | 4     | 0           | 1      | 0            |
| Salvatore Sirigu   |                   |                   |                   |                   |     |             |        |              | 0                            | 0                            | 0                            | 0                            | 2              | 0              | 0              | 0              | 2     | 0           | 0      | 0            |
| Mohamed Sissoko    |                   |                   |                   |                   | 3   | 0           | 0      | 0            |                              |                              |                              |                              |                |                |                |                | 3     | 0           | 0      | 0            |
| Siaka Tiéné        | 2                 | 0                 | 0                 | 0                 | 3   | 0           | 0      | 0            |                              |                              |                              |                              | 2              | 0              | 0              | 0              | 7     | 0           | 0      | 0            |
| Marco Verratti     |                   |                   |                   |                   |     |             |        |              | 0                            | 0                            | 0                            | 0                            | 3              | 1              | 0              | 0              | 3     | 1           | 0      | 0            |

## Affluence et télévision

### Affluence
Affluence du Paris SG à domicile

### Retransmission télévisée
La saison 2012-2013 de Ligue 1 est la saison des bouleversements en termes de retransmissions télévisée. En effet, la Ligue de football professionnel (LFP) a choisi de prendre exemple sur les championnats étrangers et d'étaler les matchs sur les trois jours du week-end et sur plusieurs tranches horaires. Ainsi la journées de championnat débutera le vendredi soir à 21 h, un match sera diffusé samedi à 17 h, puis quatre matchs à 19 h et un à 21 h, enfin un match sera diffusé à 14 h le dimanche, puis un à 17 h et enfin un à 21 h.
De plus, l'apparition de nouveaux investisseurs (beIN Sport du groupe Al Jazeera) est venu bouleverser les habitudes des diffuseurs français. Ainsi le groupe Canal+ qui était le diffuseur majoritaire de la Ligue 1 les saisons précédentes verse désormais 420 millions d'euros de droits télévisuels à la LFP pour les matchs du dimanche soir qui seront à vingt-deux reprises les plus belles affiches de la journée, les matchs du samedi à 17 h et les magazines footballistiques (Jour de foot, Canal Football Club, une nouvelle émission diffusée le vendredi soir et Total Ligue 1 diffusé le lundi). De son côté la chaine qatarie va débourser 150 millions d'euros pour le match du vendredi soir et du samedi qui seront à seize reprises les plus belles affiches de la journée, les matchs du dimanche à 14 h et à 17 h, et les quatre matchs restant le samedi à 19 h en offre pay per view.
Les droits télévisés seront versés par la LFP au Paris SG au terme de la saison. À une part fixe qui revient de droit à chaque club de l'élite, sera ajoutée une partie variable qui est calculée à partir des résultats sportifs et de la notoriété de l'équipe.

## Équipe réserve
L'équipe réserve du Paris Saint-Germain sert de tremplin vers le groupe professionnel pour les jeunes du centre de formation du camp des Loges ainsi que de recours pour les joueurs de retour de blessure ou en manque de temps de jeu. Elle est entraînée par Franck Rizzetto pour la deuxième année consécutive.
Pour la saison 2012-2013, elle évolue dans le groupe B du championnat de France amateur, soit le quatrième niveau de la hiérarchie du football en France.
| Rang                                                                | Équipe          | Pts | J  | G  | N  | P  | Bp | Bc | Diff |
| ------------------------------------------------------------------- | --------------- | --- | -- | -- | -- | -- | -- | -- | ---- |
| 6                                                                   | FC Mulhouse     | 87  | 34 | 15 | 8  | 11 | 46 | 39 | +7   |
| 7                                                                   | FC Villefranche | 81  | 34 | 12 | 11 | 11 | 44 | 42 | +2   |
| 8                                                                   | Paris SG rés.   | 78  | 34 | 10 | 14 | 10 | 44 | 49 | -5   |
| 9                                                                   | Jura Sud Foot   | 77  | 34 | 10 | 13 | 11 | 31 | 38 | -7   |
| 10                                                                  | AS Yzeure       | 77  | 34 | 11 | 10 | 13 | 37 | 35 | +2   |
| Demi-finales du championnat de France des réserves professionnelles |                 |     |    |    |    |    |    |    |      |